# Archithosia similis
Archithosia similis là một loài bướm đêm thuộc phân họ Arctiinae, họ Erebidae.